# South Western Railway (Südafrika)
| Bahnhof von Knysna |                     |                        |                |
| Spurweite: | 610 mm (2-Fuß-Spur) |                        |                |
| |                     |                        |                |
| \| \| \| Parkes' Mill in Knysna \| 1,8 m \| \| \| \| Thesen's Mill \| \| \| \| \| Schiffsanleger \| \| \| \| \| Bracken Hill \| \| \| \| \| Parkes Station \| \| \| \| \| Gleisdreieck[1] \| \| \| \| \| Deep Walls \| 429 m \| |                     |                        |                |
| Kopfbahnhof Streckenanfang (Strecke außer Betrieb) |                     | Parkes' Mill in Knysna | 1,8 m          |
| Haltepunkt / Haltestelle (Strecke außer Betrieb) |                     | Thesen's Mill          | Thesen's Mill  |
| Haltepunkt / Haltestelle Streckenanfang und quer (Strecke außer Betrieb) · Abzweig geradeaus, nach rechts und von rechts (Strecke außer Betrieb)                                                                                |                     | Schiffsanleger         | Schiffsanleger |
| Haltepunkt / Haltestelle (Strecke außer Betrieb) |                     | Bracken Hill           | Bracken Hill   |
| Haltepunkt / Haltestelle (Strecke außer Betrieb) |                     | Parkes Station         | Parkes Station |
| Abzweig geradeaus, nach rechts und von rechts (Strecke außer Betrieb) |                     | Gleisdreieck           | Gleisdreieck   |
| Kopfbahnhof Streckenende (Strecke außer Betrieb) |                     | Deep Walls             | 429 m          |

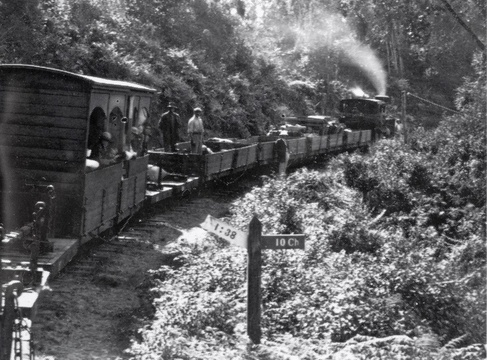
Von einer Dampflok gezogener Zug

Die South Western Railway Co. Ltd., auch Knysna Forest Railway genannt, war eine Waldeisenbahn in der südlichen Kapprovinz in Südafrika. Die in einer Spurweite von 610 mm gebaute Strecke verband den Hafen von Knysna mit Holzabbaugebieten und Sägewerken im Tsitsikamma Forest und hatte eine Länge von 31 Kilometer. Die Bahn war zwischen 1907 und 1949 in Betrieb.

## Geschichte
Im ausgehenden 19. Jahrhundert, während des Zweiten Burenkriegs gelangte der Holztransport mit Hilfe von Maultieren und Ochsen an seine Kapazitätsgrenze, zumal viele Maultiere und deren Treiber zum Kriegsdienst eingezogen worden waren. Der 1898 unternommene Versuch, einen Dampftraktor einzusetzen, scheiterte an den schlammigen Wegen, in denen die Maschine immer wieder einsank. Aus diesem Grund wurde beschlossen, eine Eisenbahn zu bauen.
Die Regierung und die Cape Government Railways unterstützten das Projekt, denn das Holz der Region wurde unter anderem zur Herstellung von Bahnschwellen verwendet. Auch über eine Verbindung nach Avontuur, dem etwa 30 Kilometer nördlich gelegenen Endpunkt der damals in Bau befindlichen und ebenfalls in 610 mm Spurweite ausgeführten Avontuur Railway nach Port Elizabeth, wurde nachgedacht; zu diesem Zeitpunkt wurde jedoch kein Geld dafür bereitgestellt. Man kann davon ausgehen, dass das Projekt auch deshalb nicht weiterverfolgt wurde, weil die zwischen beiden Endstationen liegenden Tsitsikamma-Berge eine Verbindung zu aufwändig gemacht hätten.
Der Bau der Strecke dauerte von 1904 bis Mai 1907. Die Fertigstellung erfolgte 20 Jahre, bevor die kapspurige Strecke von George Knysna erreichte, so dass die Bahn vom übrigen Schienennetz Südafrikas vollkommen isoliert war.
Die 31 Kilometer lange Bahn stieg von Knysna am Indischen Ozean bis zur Endstation in Deep Walls auf 429 Meter Meereshöhe an, und die Fahrt dauerte etwa vier Stunden, wobei 10 km/h selten überschritten wurden. Auf der Strecke gab es drei Bahnhöfe: Bracken Hill, Parkes Station and Templemans. In Bracken Hill und Templemans befanden sich Sägewerke, in Parkes gab es auch eine kleine Siedlung. Deep Walls war nicht viel mehr als eine Lichtung im Wald, die als Sammelpunkt für das Holz diente, das in der Umgebung geschlagen wurde.
Die Bahn beförderte nicht nur rohes und in den Sägewerken bereits verarbeitetes Holz, sondern in geringerem Umfang auch Gebrauchsgüter für die Sägewerke und Siedlungen und sogar Passagiere. Es gab jedoch keine Personenzüge, sondern nur einen einzigen überdachten Personenwagen, der in die Güterzüge mit eingestellt wurde.
Bis 1911 konnte sich die Bahn finanziell nur mühsam über Wasser halten; die Einnahmen reichten gerade aus, um die Zinsen, die Gehälter und die Wartung der Fahrzeuge zu bezahlen. Doch dann wurden, teilweise weniger als 50 Meter von den Gleisen entfernt, Braunkohlevorkommen entdeckt. Die Hoffnung, die Kohle nicht nur in den Lokomotiven verheizen, sondern auch verkaufen zu können, zerschlugen sich jedoch binnen weniger Monate, denn die Vorkommen erwiesen sich als zu klein für eine rentable Ausbeutung.
In den ohnehin schwierigen Jahren des Ersten Weltkriegs erlitt die Bahn 1916 nach schweren Regenfällen erhebliche Schäden durch Hochwasser; mehrere Brücken wurden beschädigt oder zerstört. Jedoch waren die Schäden schon knapp einen Monat später soweit repariert, dass wieder die gesamte Strecke befahren werden konnte.
1919 machte die Bahn erstmals Gewinn und konnte eine kleine Dividende an die Eigner ausbezahlen. Im gleichen Jahr wurde jedoch eine Fabrik für Eisenbahnschwellen von Knysna nach Mossel Bay verlegt. Damit entfiel nicht nur der Transport der fertigen Schwellen, sondern auch der Transport von Kreosot für die Imprägnierung der Schwellen vom Hafen zur Fabrik.
Mitte der 1920er Jahre half die Bahn bei der Aufschüttung des Eisenbahndamms in der Lagune von Knysna für die in Bau befindliche Strecke nach George. Als die South African Railways (SAR) 1927 Knysna erreichte, verloren der Hafen und damit auch die South Western Railway an Bedeutung. Andererseits gab es Hoffnungen, dass die Staatsbahn die Schmalspurbahn übernehmen würde, die sich jedoch rasch zerschlugen, weil die SAR die Schmalspurstrecken schon damals als veraltet betrachtete. Dennoch konnte die Waldbahn weiterhin arbeiten, manchmal am Rande des finanziellen Zusammenbruchs, verlor jedoch zunehmend Kunden an die aufkommende Konkurrenz der Lastkraftwagen.
1934 wurde – erstmals seit 1911 – eine weitere Lokomotive angeschafft, eine von der SAR gebraucht gekaufte Lokomotive der Klasse NG 3.
1944 kam eine Kommission der SAR nach einer Besichtigung der Strecke zu dem Schluss, dass die stark korrodierten Schienen einen sicheren Betrieb nicht mehr zuließen und empfahl die Schließung der Bahn. Wegen der Knappheit an Kraftfahrzeugen nach dem Zweiten Weltkrieg wurden jedoch noch einmal neue Schienen verlegt, die man gebraucht aus Südwestafrika beschaffte. Diese Arbeiten wurden bis 1946 abgeschlossen und hätten einen Betrieb über weitere 20 Jahre ermöglichen können.
1947 kam es zu dem einzigen ernsthaften Unfall der Bahn, wobei ein überfahrenes Kind eine Hand verlor. Obwohl die Bahn von einer Schuld freigesprochen wurde, trug der Fall zu der Einstellung des Betriebs bei, die am 7. November 1947 entschieden wurde. Am 30. April 1949 fuhr der letzte Zug. Anschließend wurde die Strecke komplett abgebaut, was über ein Jahr dauerte.
Eine der vier Lokomotiven überlebte als Industrielokomotive im Witwatersrand, der Rest des Rollmaterials wurde als Schrott verkauft. Heute erinnern nur noch wenige Schienenreste an die Bahn, zum Beispiel auf einem Hafenkai in Knysna.

## Fahrzeuge
Die South Western Railway besaß insgesamt vier Dampflokomotiven. Die Maschinen waren mit auffälligen Funkenfängern an den Schornsteinen ausgestattet, die Waldbrände verhindern sollten.
| Nummer | Werks-Nr. | Anschaffung | Hersteller                 | Bauart    | Leistung | Bemerkung                       |
| ------ | --------- | ----------- | -------------------------- | --------- | -------- | ------------------------------- |
| 1      | 1775      | 1906        | Orenstein & Koppel         | B1' n2t   | 50 PS    | Holzgefeuert                    |
| 2      | 2240      | 1907        | Orenstein & Koppel         | C1' n2t   | 100 PS   | Holzgefeuert                    |
| 3      | 4880      | 1911        | Orenstein & Koppel         | D n2t     | 150 PS   | Holzgefeuert                    |
| 4      | 2687      | 1934        | Hawthorn, Leslie & Company | 2'C1' n2t |          | Ex SAR NG 3 Nr. 4, Baujahr 1907 |

Als Waggons wurden überwiegend Drehschemelwagen für Langholz sowie offene Güterwagen eingesetzt, es gab jedoch auch einen Personenwagen.